# Heiliger Eifer
Heiliger Eifer (engl. Originaltitel: Holy Quarrel, alternativer Titel der Übersetzung: Heiliger Streit) ist eine Kurzgeschichte des US-amerikanischen Autors Philip K. Dick. Sie wurde am 13. September 1964 verfasst und erstmals im Mai 1966 im Magazin Worlds of Tomorrow veröffentlicht. Eine deutsche Übersetzung von Clara Drechsler erschien 1994 im Haffmans-Verlag im Rahmen einer mehrbändigen Sammlung von Dicks Kurzgeschichten.
Die Geschichte ist dem Genre der Science Fiction zuzuordnen; ihre Hauptmotive sind der Dualismus zwischen menschlicher und künstlicher Intelligenz, Technokratie und Schöpfungsglaube. Wie viele Kurzgeschichten von Dick endet die Geschichte mit einer Art Pointe und ist anders als viele Kurzgeschichten in mehrere Kapitel eingeteilt.

## Handlung
In naher Zukunft werden die Streitkräfte der USA von einem Computer mit der Bezeichnung Genux-B befehligt. Über ein Lochstreifensystem erhält der Rechner ständig neue Informationen und ermittelt aus den Zusammenhängen den Grad einer Bedrohung. Im Fall eines drohenden Angriffs erteilt Genux-B selbstständig Befehle an die strategische Luftwaffe und an Interkontinentalraketen zu einem sogenannten Gegenschlag. Bereits zwei Mal, so geht aus der Geschichte hervor, soll der Rechner derartige präventive Angriffe geführt haben, und zwar 1982 gegen Frankreich und 1989 gegen Israel.
Die Geschichte beginnt damit, dass Beamte des FBI den Computerexperten Joseph Stafford in seiner Wohnung im Schlaf überraschen und ihn zu einer Notreparatur am Genux-B-System heranziehen. Wie Stafford erfährt, ist es dem FBI gelungen, das System zum Stillstand zu bringen, ohne dass ein Sabotagealarm ausgelöst wurde, indem man die Zufuhr an Informationen mit einem Schraubenzieher blockiert hat. Die Agenten drängen unter Verweis auf die momentane Wehrlosigkeit des Landes darauf, dass Stafford das noch ungenannte Problem behebt, und nehmen ihn mit zur Rechenzentrale. Stafford folgt den Männern, die ihn in einem Flapper genannten Luftfahrzeug zur Rechenzentrale nach Utah bringen.
Unterwegs wird ihm eröffnet, der Rechner habe Rotalarm ausgelöst und beabsichtigt, strategische Bomber zu starten, Atomraketen in Startposition zu bringen und Abwehrsatelliten in Alarmzustand zu versetzen. Stafford mutmaßt, dass die außenpolitischen Feinde Amerikas hinter einem Angriff stecken, muss jedoch erfahren, dass Genux-B Nordkalifornien als Zielgebiet anvisiert hat. Zentrales Ziel ist nach Einschätzung des Computers eine Fabrik für Kaugummiautomaten in Castro Valley bei Sacramento, die einem Mann namens Herb Sousa gehört. Über dieses Faktum sind alle Anwesenden verwundert und betrachten zunächst die Zusammensetzung der Kaugummis, die jedoch keine Besonderheiten umfasst. Es wird auch die Möglichkeit erörtert, ob es sich bei den kugelförmigen Kaugummis um Eier einer außerirdischen Lebensform handeln könnte; jedoch sehen sich die Techniker hier auf einer falschen Fährte. Auch eine Analyse kleiner Glücksbringer aus Thermoplastik, die in den Automaten erhältlich sind und die Nachbildungen von militärischem Gerät und sogar dem Genux-B-Computer darstellen, ergibt nichts. Inmitten dieser Verwirrung wird die Frage gestellt, ob der Computer, der in derartigen Gegenständen eine existenzielle Gefahr sieht, nicht defekt sei oder prinzipiell funktionsuntüchtig sei.
Anschließend besteht der Ansatz, dem Computer falsche Informationen über Sousas Verbleib zuzuführen. Jedoch stellt der Computer Angaben, wonach Sousa angeblich verstorben sei oder für eine direkte Gegenüberstellung bereit stehe, als Lüge dar und argumentiert, Sousa könne nur lebendig in Sacramento sein. Schließlich behauptet Genux-B auf Nachfrage, es handle sich bei Sousa um die leibliche Inkarnation des Teufels und bezeichnet sich selbst als Werkzeug Gottes, welches sich zur Vernichtung Sousas gezwungen sehe. Auf weitere Nachfragen, woher Genux-B dies wisse, argumentiert dieser, Sousa habe begonnen, „Lebewesen aus unbeseeltem Lehm zu schaffen“. Als Beispiel für diese Schöpfung führt Genux-B die Plastikfiguren aus dem Automaten auf. Schließlich behauptet der Computer über seine eigene Existenz, voll und ganz nach den Wünschen des Schöpfers geschaffen worden zu sein.
Als Reaktion auf dieses unerwartete, von einigen Technikern als „psychotisch“ bezeichnete Verhalten entschließen sich Stafford und Kollegen, den Rechner vollends zu demontieren, was später auch der Präsident bestätigt. Nach dieser Arbeit kehrt Stafford in seine Wohnung zurück und stellt fest, dass er einige der Sousa-Kaugummis bei sich trägt. Er legt die drei Kaugummis auf einen Tisch und geht schlafen. Allerdings entdeckt er nach dem Aufwachen, dass sich auf einmal vier Kugeln auf dem Tisch befinden. Stafford vermutet, dass es sich bei den Kaugummis um fortpflanzungsfähige Einzeller handle. Nachdem sich die Kugeln weiter vermehren, ist Stafford geneigt, dies dem FBI mitzuteilen, will jedoch sein eigenes Scheitern nicht eingestehen. Erst nach Wochen, in denen sich die Kugeln millionenfach vermehrt haben, entschließt sich Stafford zu einer Meldung beim FBI, welches jedoch – vermutlich aus ähnlichen Gründen – nicht mehr erreichbar ist.

## Vergleichbare Thematik
In einigen früheren und späteren Werken griff Dick ähnliche Themen auf:
- In Der Minderheiten-Bericht (Minority Report) werden Verbrechen von telepathisch Begabten vorhergesehen und die angeblichen Täter präventiv verhaftet.
- In der Geschichte Der variable Mann (The Variable Man) macht die Menschheit von einer computerbasierten Berechnung, wie wahrscheinlich ein Sieg sei, die Entscheidung zum Kriegsbeginn gegen das Alpha-Centauri-System abhängig.
- Den Kaugummikugeln vergleichbar sind Eier einer außerirdischen Spezies, die in der Geschichte Die kosmischen Wilderer (The Cosmic Poachers) von einer irdischen Raumschiffsbesatzung als Edelsteine fehlgedeutet und zur Erde gebracht werden.
- Über Magnetbänder auf einer Spule nahm der Protagonist von Die elektrische Ameise (The Electric Ant), bei dem es sich um einen Roboter handelte, sämtliche Eindrücke der imaginären Welt wahr.
- Der Große C (The Great C) aus dem Jahr 1955 handelt von einem Computer, der die Menschheit durch einen Weltkrieg dezimiert hat und von den Überlebenden gottgleich verehrt wird.

Auch abseits von Dicks Werk finden sich vergleichbare Themen:
- Der Skynet-Computer aus den Terminator-Filmen führt eigenmächtig einen Atomkrieg, um Robotern die Weltherrschaft zu ermöglichen.
- Sowohl im Film 2001: Odyssee im Weltraum als auch in Dark Star – Finsterer Stern führen die Protagonisten theologische Diskurse mit fehlgeleiteten Computern.